# Carl Zeiss AG
A Carl Zeiss AG a ZEISS márkanevű német optikai rendszerekek és optoelektronikai termékeket gyártó vállalat, amelyet 1846-ban Carl Zeiss látszerész alapított a németországi Jénában. Carl Zeiss Ernst Abbe-vel és Otto Schott-tal lefektette a mai multinacionális vállalat alapjait.

## Cégtörténet
1846-ban weimari Carl Zeiss precíziós mechanikai és optikai műhelyt nyitott Jénában. Nagyhercegi koncessziót kapott mechanikai és optikai műszerek gyártására és értékesítésére. 1847-ben első tanítványának felvette  August Löbert, aki később a Zeiss művezetője lett. Az év végére a műhelyben már elkészültek az első egyszerű mikroszkópok.
1852-ben a Zeiss már 10 embert foglalkoztatott.
Carl Zeiss nem volt elégedett mikroszkópjai minőségével. Bár sok gyakorlata volt már a lencsék teljes mikroszkópobjektívvé való összeállításában, nem volt mód a mikroszkóp tulajdonságainak előrejelzésére és célzott optimalizálására. 1850 és 1854 között Friedrich Wilhelm Barfuss matematikus megkísérelte kiszámítani a mikroszkóp optikáját, hogy megteremtse a tudományos mikroszkóp-építés alapját. Azonban nem járt sikerrel. 1866-tól Zeiss ezért Ernst Abbe-vel, a jénai egyetem fizikaprofesszorával kezdett dolgozni. Évek munkája és kudarcai után sikerült kidolgoznia a mikroszkóp-optika elméletét. A Carl Zeiss cége volt akkoriban az egyetlen vállalat a világon, amely képes előre kiszámított tulajdonságokkal rendelkező mikroszkópokat gyártani.  
A Carl Zeiss 1875-ben már 60 embert foglalkoztatott.
Zeiss és Abbe azonban nem tudtak megoldani egy fontos problémát: a speciális optikai üveg előállítását, amely teljesen új optikát tenne lehetővé. Ezért Otto Schottot hozták ezért Jénába. A Carl Zeiss cég ezután sikeres üvegolvasztási kísérletei után felépítettek egy üveggyárat Jénában. 1875-ben Carl Zeiss Ernst Abbe-nek részesedést ajánlott a cégben. Egy évvel később Roderich Zeiss, Carl Zeiss legidősebb fia is csatlakozott a céghez.
Carl Zeiss 1888-ban halt meg, és egy 327 alkalmazottat foglalkoztató céget hagyott maga után.
Az első világháború előtt a cég gyors növekedést produkált, amely az első világháború kitörése után sem lassult. A vállalat mindkét világháború alatt a fegyverkezés és a háború szempontjából releváns optika egyik legjelentősebb német gyártója volt. 1912-ben nyitottak gyárat Bécsben. 1916-17-es évben négyemeletes új épületet hottak ott léte.
A nemzetiszocialista hatalommal való kezdeti konfliktusok után a társaság az 1930-as években részt vett a Wehrmacht újrafegyverkezésében. támogatta az úgynevezett fajkutatást a jénai egyetemen. A második világháború alatt a Zeiss cég több ezer kényszermunkást foglalkoztatott. Az amerikai csapatok Türingiából való kivonása után a Vörös Hadsereg átvette a vállalat irányítását, és megkezdte a felszámolását. 1946-47-ben a gyárat csaknem teljesen lebontották és 1948. július 1-jén államosították. A jénai üzemet – VEB Carl Zeiss Jena − néven integrálták az NDK állami iparába.
1965-ben a VEB Carl Zeiss Jenába fokozatosan beillesztették az optikai-precíziós mechanikai és elektronikai ipar cégeit. 1985-ben ide csatlakozott a  VEB Pentacon Dresden, amely akkoriban már 100 optikai és precíziós mérnöki ipar nagy részét magába foglalta (Zeiss Ikon, Meyer-Optik, Ihagee, Filmosto, Praktica).
Az 1980-as években a Carl Zeiss Jena mamutcéghez 25 vállalat tartozott közel 70 000 alkalmazottal.

## Fordítás
- Ez a szócikk részben vagy egészben  a   Carl Zeiss AG című német Wikipédia-szócikk ezen változatának fordításán alapul.  Az eredeti cikk szerkesztőit annak laptörténete sorolja fel. Ez a jelzés csupán a megfogalmazás eredetét és a szerzői jogokat jelzi, nem szolgál a cikkben szereplő információk forrásmegjelöléseként.